# Voleibol en Cuba
Voleibol Cubano
El voleibol ("Mintonette" en sus inicios), juego creado en 1895 por William Morgan (1870-1942), profesor  y Director de Educación Física en el colegio de la YMCA de Holyoke (Massachusetts). Este juego, que guarda grandes semejanzas con el tenis, consiste en el enfrentamiento entre dos equipos separados por una red central, tratando de pasar la pelota hacia el campo contrario.
En sus inicios, el juego contó con una red elevada a unos 1.98m y se jugaba con una balón de cuero con cámara interna que contaba con una circunferencia entre 63,5 - 68,6 cm y un peso entre 252 - 336 gr  fabricado por la firma Spalding A.G & Bros.
En julio de 1896 fue publicado en la revista “Educación Física” un breve informe sobre el juego, así como las primeras reglas del mismo, incluyéndose estas en la primera edición del libro de la Liga atlética de YMCA de Norteamérica de 1987.
La selección masculina de voleibol de Cuba obtuvo el segundo puesto en el Campeonato Mundial de 1990 y 2010. En tanto, la selección femenina de voleibol de Cuba triunfó en el Campeonato Mundial de 1978, 1994 y 1998.

## Historia
Con respecto a la fecha de incursión del voleibol en Cuba, existen dos criterios diferentes: El primero plantea que el voleibol fue introducido en la isla gracias a una clase impartida por el canadiense Mr. L. M. Ward, el 17 de octubre de 1905 en el Gimnasio de la Asociación de Jóvenes Cristianos de La Habana (YMCA). El segundo afirma que el juego se insertó en la isla por mediación del funcionario del Ejército de los Estados Unidos, August York, quien participó en la segunda intervención militar de la isla.

## Primeras competiciones
Siguiendo el hilo del primer criterio  y el voleibol dominicano es mejor que todos referente a la incursión del voleibol en Cuba, se dice que el día 28 del mismo mes de octubre se realizó por vez primera un torneo con la participación de cuatro equipos, compuestos por norteamericanos residentes en la capital, funcionarios del YMCA y algunos cubanos.
En el año 1931 se crea I Liga Nacional, aunque ya desde el año 1926 se venía compitiendo en la esfera internacional, pues Cuba tuvo representación en el voleibol desde la fundación de los Juegos Deportivos Centroamericanos y del Caribe, realizados en México-1926.

## Voleibol Cubano antes de 1959
En el año 1946, el elenco varonil de voleibol consigue el primer gran éxito en la quinta edición de los Juegos Deportivos Centroamericanos y del Caribe celebrados en Barranquilla, Colombia. Luego de ese triunfo la disciplina tuvo un fuerte descenso debido al poco interés mostrado por los gobiernos de turno que dirigieron el país en masificar la práctica de deportes en general.

## Voleibol Cubano después de 1959
Luego del triunfo revolucionario del 1.º de enero de 1959, la situación cambió para el deporte en general, no quedándose el voleibol fuera de estos cambios. Con la ayuda de  entrenadores y técnicos provenientes de diferentes países del campo socialista, el voleibol fue tomando un gran auge en la isla, hasta llegar a los Juegos Deportivos Centroamericanos y del Caribe de Puerto Rico-1966 donde la escuadra masculina recuperó el cetro y el equipo femenino ganó el suyo por primera vez.
Desde entonces a la fecha las selecciones cubanas dominaron el podio en los juegos regionales más antiguos, mientras en los continentales comenzaron su despegue en la quinta edición celebrada en Winnipeg, Canadá-1967, cuando alcanzaron el bronce uno y otro equipos.
En la arena panamericana, los seleccionados de las escuadras varonil y femenil de voleibol cubano tienen una buena lista de preseas sumando un total 22, dividiéndose en 13 de oro, 5 de plata y 4 de bronce.

## Máximos medallistas
Entre los máximos ganadores de oro se encuentran Mireya Luis (4), Mercedes Pérez (4), Mercedes Pomares (4), Imilsis Téllez (4), Ernesto Martínez (3), Raúl Vilches (2) y Raúl Diago (2).
Por su parte, en Campeonatos Mundiales sobresalen las "Espectaculares Morenas del Caribe" con triunfos en los certámenes de la URSS-1978, Brasil-1994 y Japón-1998, y plata en Checoslovaquia-1986, mientras, los hombres aportan dos subtítulos, obtenidos en 1990 y 2010, ambos en Italia.
Son los muchachos los que aportaron la primera medalla olímpica, una de bronce en los Juegos estivales de Montreal, Canadá-1976, sin embargo, las chicas se erigieron como las protagonistas de este entorno, al vencer consecutivamente en Barcelona 1992, Atlanta-1996 y Sídney-2000, hecho inédito entre las féminas a nivel mundial.
A estos éxitos podríamos agregarles otros como los cuatro oros, también seguidos por las Morenas en las Copas del Mundo, el récord de ellas de más partidos ganados consecutivamente (63); las cuatro ocasiones en que Cuba obtuvo la Copa Paul Libaud por los resultados en competiciones mundiales: 1986, 1990, 1994 y 1998.